# Johann Schmer
Johann Schmer (* 30. Januar 1891 in Edelsfeld; † 15. September 1970 in Sulzbach-Rosenberg) war ein deutscher Kriminal- und Gestapobeamter.

## Leben
Schmer war von Beruf Schuhmacher. Er nahm am Ersten Weltkrieg teil und beteiligte sich nach Kriegsende 1919 an der Niederschlagung der Münchner Räterepublik. Er trat 1921 in den Polizeidienst ein.

## Zeit des Nationalsozialismus
Im Zuge der Machtübergabe an die Nationalsozialisten wurde er 1933 Mitglied der NSDAP. Er wechselte noch 1933 zur Bayerischen Politischen Polizei. Nach dem Anschluss Österreichs im März 1938 nahm er an einem Einsatz der Sicherheitspolizei teil, ebenso wie im Oktober 1938 nach dem Münchner Abkommen im Sudetenland.

## Zweiter Weltkrieg
Nach dem deutschen Überfall auf Polen zu Beginn des Zweiten Weltkrieges war Schmer dort Teilkommandoführer bei einer Einsatzgruppe. Während der deutschen Besetzung Polens war er von November 1939 bis Dezember 1941 im Distrikt Lublin des sogenannten Generalgouvernements Leiter der Gestapo beim Kommandeur der Sicherheitspolizei und des SD (KdS) Lublin und von August bis Dezember 1941 dort in Personalunion kommissarisch KdS. In dieser Funktion sorgte er für die Einziehung der jüdischen Personenstandsregister und entsprechender Unterlagen, die der „Zentralstelle für jüdische Personenstandsregister“ beim Reichssippenamt in Berlin zugeleitet wurden.
Anschließend fungierte er bis Januar 1944 als Leiter der Gestapo beim Befehlshaber der Sicherheitspolizei und des SD (BdS) im Generalgouvernement. Schmer, seit 1940 Mitglied der SS, stieg bei der SS 1944 bis zum Sturmbannführer auf und wurde in diesem Jahr zum Kriminalrat ernannt.

## Nach 1945
Nach Kriegsende fand Schmer keine Wiederverwendung bei der Polizei und lebte als Kriminalrat a. D. in Sulzbach-Rosenberg. Mehrere gegen ihn eingeleitete Ermittlungsverfahren wurden eingestellt.